# Amata flavifrons
Amata flavifrons är en fjärilsart som beskrevs av George Francis Hampson 1892. Amata flavifrons ingår i släktet Amata och familjen björnspinnare. Inga underarter finns listade i Catalogue of Life.